# Centro de Investigación de Recursos Naturales
El Centro de Investigación de Recursos Naturales (CIRN) es una unidad funcional del Instituto Nacional de Tecnología Agropecuaria (INTA) de Argentina. Está dedicado al estudio de los recursos naturales del país.

## Unidades
Está compuesto por cuatro institutos de investigación:
- Instituto de Clima y Agua
- Instituto de Recursos Biológicos
- Instituto de Suelos
- Instituto de Floricultura

## Atlas de recursos naturales
- SEPA. Herramientas satelitales para el Seguimiento de la Producción Agropecuaria
- GeoINTA. Mapas de suelo, perfiles y coberturas de suelos, imágenes y bases de datos georeferenciadas.
- Red de radares del INTA: Pergamino, Paraná y Anguil
- Sistema de Información y Gestión Agrometeorológico del INTA
- Cartas de Suelos
- Sistema Nacional de Datos Biológicos
- SISINTA. Sistema de bases de datos, desarrollado específicamente para almacenar información de suelos.

## Autoridades
- Director: Pablo Mercuri